# 乔凡尼·巴蒂斯塔·拉比诺

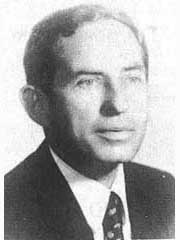
乔瓦尼·巴蒂斯塔·拉比诺

乔瓦尼·巴蒂斯塔·拉比诺（意大利語：Giovanni Battista Rabino，1931年12月15日—2020年3月12日）是来自天主教民主党的意大利政治家，他出生于意大利蒙塔尔多斯卡兰皮。他于1983年至1994年担任意大利议会议员。2004年至2009年，他擔任蒙塔尔多斯卡兰皮市長。
乔瓦尼·巴蒂斯塔·拉比诺于2020年3月12日在阿斯蒂因2019冠状病毒病去世。

## 外部連結
- Giovanni Battista Rabino （页面存档备份，存于）
- Giovanni Battista RABINO （页面存档备份，存于）